# Пятницкое (Киреевский район)
Пятницкое (Близна) — село в Киреевском районе Тульской области России.
В рамках административно-территориального устройства входит в Большекалмыкский сельский округ Киреевского района, в рамках организации местного самоуправления включается в сельское поселение Бородинское.

## География
Расположено на реке Упа. От Тулы — 25 км, от Алексина — 32 км.

## Этимология
Этимология названия села:
1. Близна — более древнее название, происходила от находящегося рядом урочища с одноимённым названием.
2. Пятницкое — по преданию, дано селу вследствие обретения Месточтимой иконы святой великомученицы Параскевы Пятницы.

## История
Главным занятием сельчан было земледелие, но многие занимались отхожим промыслом. С 1894 года в селе открыта земская школа.
На месте обретения иконы Параскевы Пятницы построен в 1725 году деревянный храм на средства сержанта Крюкова. К 1820 году церковь обветшала, что потребовалось заменить её новой. Церковь была разобрана, а на её месте сооружена деревянная часовня.
Постройка нового храма, в честь Преображения Господня начата в 1821 году на средства помещицы Глазовой Елены Ивановны, но за её смертью в этом же году строительство прекратилось на четырнадцать лет. В 1835 году на средства помещика Александрова Ивана Николаевича храм был построен и освящён. В 1893 году в трапезной части храма устроен предел в честь Параскевы Пятницы, а также сделаны другие поправки и подновление внутри храма.
Время возникновения прихода неизвестно. В приходе кроме села состояли деревни: Гремячево, Постино и Малиновка с общим числом прихожан в 1895 году 628 человек мужского пола и 696 женского. Штат церкви состоял из священника и псаломщика. Имелось церковной земли: усадебной — 2 десятины, полевой — 28 десятин, под кустарником — 4 десятины.
В 1937 году храм был закрыт, а здание передано под зернохранилище, которое практически полностью было впоследствии разрушено.

## Достопримечательности

### Церковь Божией Матери «Знамение»
Памятник архитектуры XVIII столетия. Церковь построена в 1725 году на средства помещика К.М. Языкова. В 1893 году на средства церковного старосты В. Косьмина в трапезной устроен предел святого Сергия Радонежского.
В советское время храм использовался для хозяйственных нужд. В настоящее время восстанавливается, проведена частичная реставрация. В данном храме был крещён митрополит Нижегородский и Арзамасский — Николай (Кутепов).
В церкви имеются раки:
- Частица Святой Земли с места гибели императора Николая II и всей его семьи.
- Частица Святой Земли из Иерусалима и греческого монастыря Мега-Спилео.

### Усадьба Пятницкое
Усадьба Пятницкое (Крюково) организована в 1-й четверти XVIII века дворянином, сержантом Крюковым, поставившим в 1725 году в селе деревянную Пятницкую церковь. В последней четверти XVIII века селом поочерёдно владели: генерал-поручик В.К. Кретов, который в 1781 году заменил старую церковь на новую деревянную Знаменскую с Пятницким приделом, и впоследствии его наследники. В середине и 2-й половине XIX века — майор К. М. Языков (1799—1875), далее — его сын генерал-лейтенант М. К. Языков (1842—1887), в 1900-х гг. — жена С. А. Языкова.
После смерти прежней владелицы Е. И. Глазовой в 1821 году, усадьбу приобрёл лейтенант флота в отставке И. Н. Александров. В это время барский дом был бревенчатым. Сын Ивана Николаевича — Владимир Иванович в 1860-х годах занялся благоустройством усадьбы, при котором было построено большинство построек, а барский дом обложен кирпичом. Позже дом был расширен за счёт двух пристроек. Вся территория усадьбы была окружена стеной из местного известняка. Вокруг усадебных построек был разбит парк, который частично сохранился до наших дней.
После революции 1917 года в усадьбе разместилась коммуна для беспризорников и малолетних преступников. Впоследствии в усадьбе располагался детский дом. В годы Великой Отечественной войны 1941—1945 в усадьбе размещался госпиталь. В феврале 2012 года в доме произошёл пожар, который полностью уничтожил знание.
В настоящее время восстанавливается сохранившаяся Знаменская церковь 1872—1878 гг. Поблизости от апсиды храма находится некрополь дворянского рода Языковых.

### Святой источник «Попов колодец»
Святой источник «Затьяновский» или «Попов колодец» расположен на северной окраине села Пятницкое. Святой источник освящён 18.08.2012 и над ним возведена надкладезная часовня.

### Святой источник «Ильинский»
Святой источник находится у села Пятницкое, обустроен, как купель.

### Братская могила шахтёров
На шахте № 20 треста «Болоховоуголь» произошёл пожар 25 сентября 1948 года, унесший жизни 56 шахтёров, в том числе 13 женщин. Погибшие были похоронены в могиле на кладбище села Пятницкое без указания фамилий и имён, под грифом «секретно». Спустя 55 лет после трагедии, в 2003 году, на месте погребения установили кирпичный памятник с мемориальной табличкой, на которой перечислены фамилии погибших.